# Cultura de Villanova

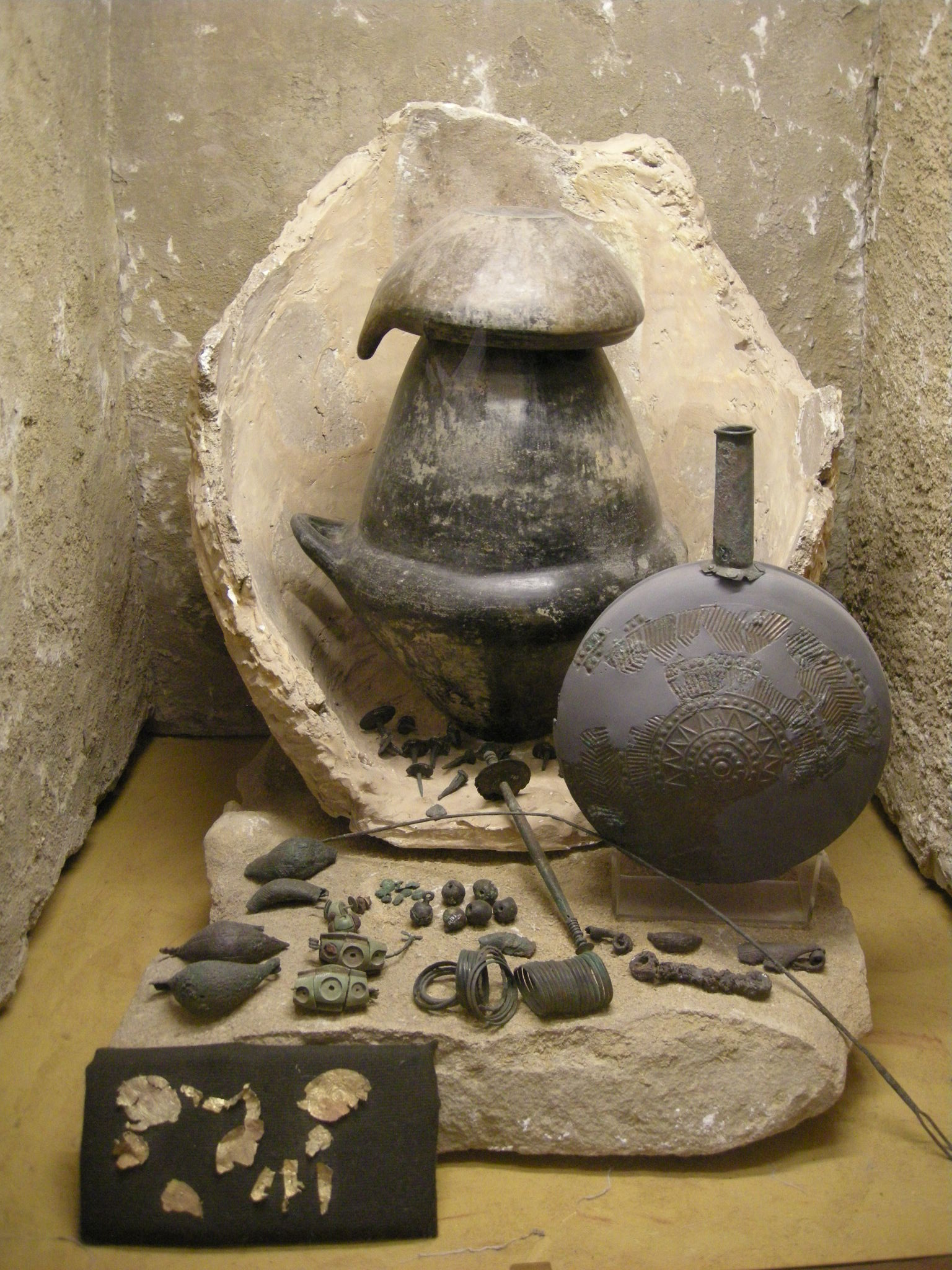
Tomba de Badia, Volterra

La cultura de Vil·lanova va ser la primera civilització de l'edat del ferro d'Itàlia i va florir al nord d'aquest país el segle ix aC com a evolució de la cultura dels camps d'urnes local,
considerada com la fase més primerenca de la civilització etrusca.
El seu nom deriva d'un indret anomenat Vil·lanova, del municipi de Castenaso (Província de Bolonya), on s'han trobat les restes més significatives d'aquesta cultura. Van ser un dels avantpassats dels etruscs, però no hi ha acord sobre la relació d'aquesta ètnia prehistòrica amb les ètnies dels períodes històrics: Mentre alguns estudiosos (H. Hencken, Mario Torelli) han afirmat que la cultura vil·lanovana es va estendre des de l'Etrúria meridional cap a la resta de la península, altres autors (Jean-Paul Thuillier; Giuseppe Sassatelli) pensen en canvi que es va tractar d'un desenvolupament local sense expansió més enllà de l'edat del bronze.
Produïen una terrissa negra específica decorada amb motius geomètrics i van tenir nombrosos contactes amb els grecs, dels quals van importar els signes d'estratificació social i armes avançades. No hi havia molta separació entre els rols de gènere, però sí que destacava el paper del pare de família, com proven els enterraments més sumptuosos del patriarca del clan (família extensa). A les tombes s'han trobat urnes de diferents tipus i objectes que constituïen l'aixovar funerari: armes, agulles de cosir, pintes i roba, que han ajudat a entendre com vivien els membres d'aquesta cultura descoberta el segle xix per Giovanni Gozzadini.

## Característiques

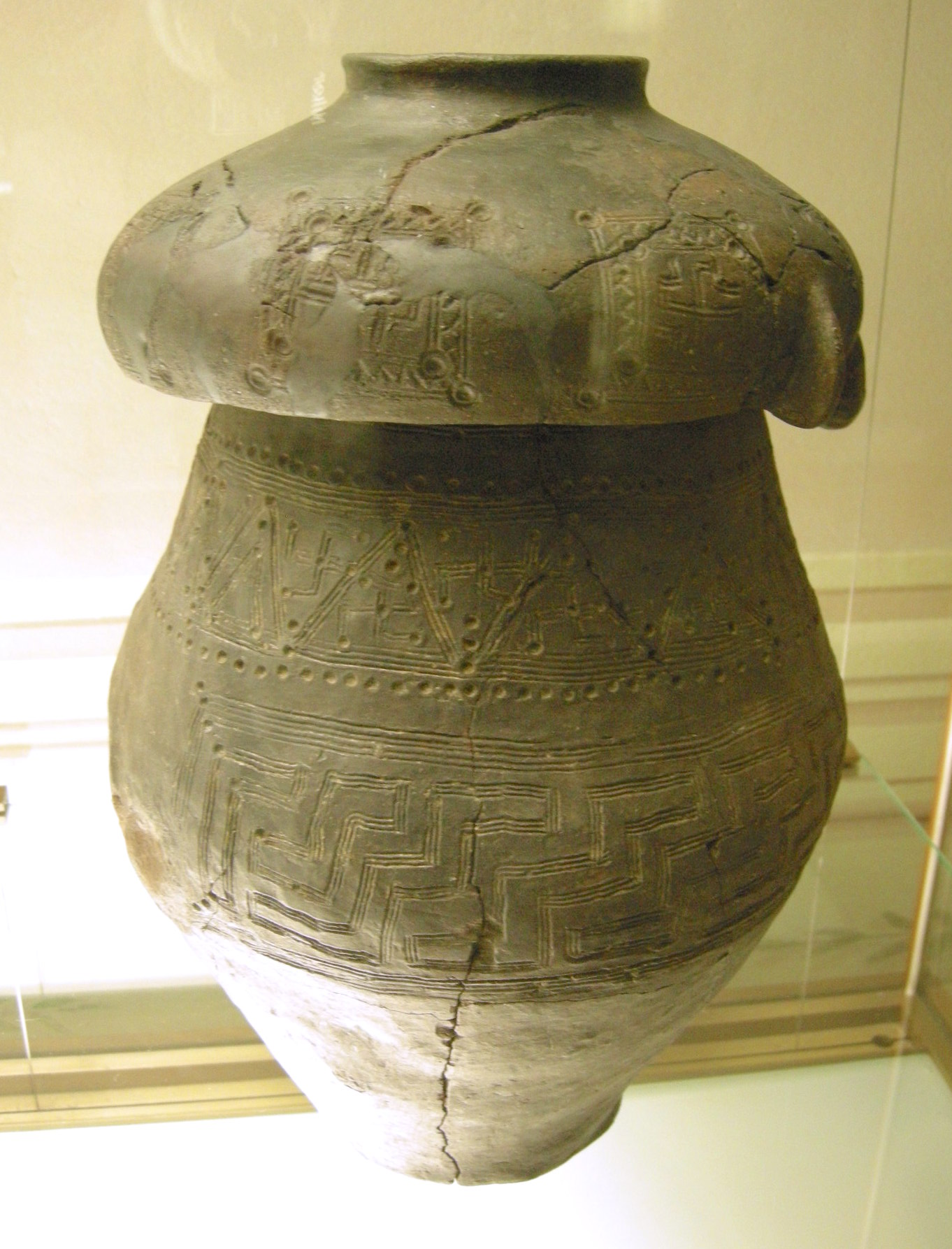
Urna bicònica de Chiusi, segles IX-VII aC

La principal característica de la cultura vil·lanovana, amb precedents als segles XII-X aC (període protovil·lanovà) de la fase final de l'edat del bronze, eren les sepultures amb incineracions, en les quals les cendres del difunt eren ficades en una urna, una pràctica funerària que té similituds amb alguns aspectes de la cultura dels camps d'urnes de la plana del Danubi. A les necròpolis vil·lanovanes està, però, també atestada la pràctica de la inhumació en tombes que, a partir dels inicis del segle viii aC, coexisteix amb el de la cremació.
Als voltants dels assentaments, alguns dels quals en aquest període assoleixen proporcions sense precedents, fins al punt de poder-se qualificar de centres protourbans, estaven les àrees funeràries, caracteritzades per tres tipus de tombes:
- tombes en forma de pou (pous excavats les parets dels quals estaven revestides de còdols),
- tombes en fossa (destinades a la inhumació dels difunts emprant només terra)
- tombes de caixa (emprant lloses de pedra com a tapa d'una estructura de pedra).

Les urnes d'incineració estaven constituïdes majoritàriament per vasos bicònics, però també per olles, gerres bicòniques o de forma ovoide, i per àmfores. Un altre tipus d'incineració, comú a l'àrea de les cultures del Laci, és l'urna campaniforme, trobada a l'Etrúria costanera i a l'interior meridional, que es creu estava reservada al pater familias. El típic ossari bicònic tenia una o dues anses horitzontals col·locades sobre el punt de màxima expansió; en el cas dels vasos de dues nanses amb una d'elles trencada, s'ha hipotetitzat una funció ritual (Gilda Bartoloni). Les urnes d'incineració anaven tancades amb escudelles col·locades de cap per avall o, de vegades per cascs en sepultures masculines.
El conjunt funerari podia incloure trossos de cavalls, fulles d'afaitar amb el full en forma de mitja lluna, fíbules (fermalls tancats per subjectar la roba) en forma de serp, agulles, armes per als homes, espirals per subjectar cabells i elements d'un teler en sepultures de dones. Entre els objectes d'aquestes tombes no està molt estesa la presència d'elements ceràmics diferents de l'urna d'incineració o de la mateixa tapa.
La ceràmica vil·lanovana mostra formes molt diverses, és de parets gruixudes, per a les quals calia enfornar a altes temperatures, cosa que va implicar una especialització artesanal. La decoració consisteix en incisions, sovint amb un instrument molt punxegut, i els motius decoratius són principalment geomètrics.
Els conjunts funeraris de les tombes, ja sigui amb cremació o amb inhumació, en referència al període Vil·lanovà evolucionat, són més abundants i luxosos que els del Vil·lanovà antic: amb el temps es comença a captar en ells signes d'una diferenciació social estable.
Les cabanes i les altres estructures d'habitatge, com es pot deduir per les pistes aportades en les excavacions i de les urnes en forma de campana, tenien planta el·líptica, circular, rectangular o quadrada. Estaven fetes de fusta i acabades amb argila. Tenien una porta a la banda més curta i un forat al sostre per l'eixida del fum d'una llar central i potser també finestres.
La societat vil·lanovana era inicialment agrícola i ramadera, però progressivament les activitats artesanals especialitzades (en particular la relacionada amb la metal·lúrgia i amb la ceràmica) van generar riquesa i van afavorir l'estratificació social.

## Assentaments

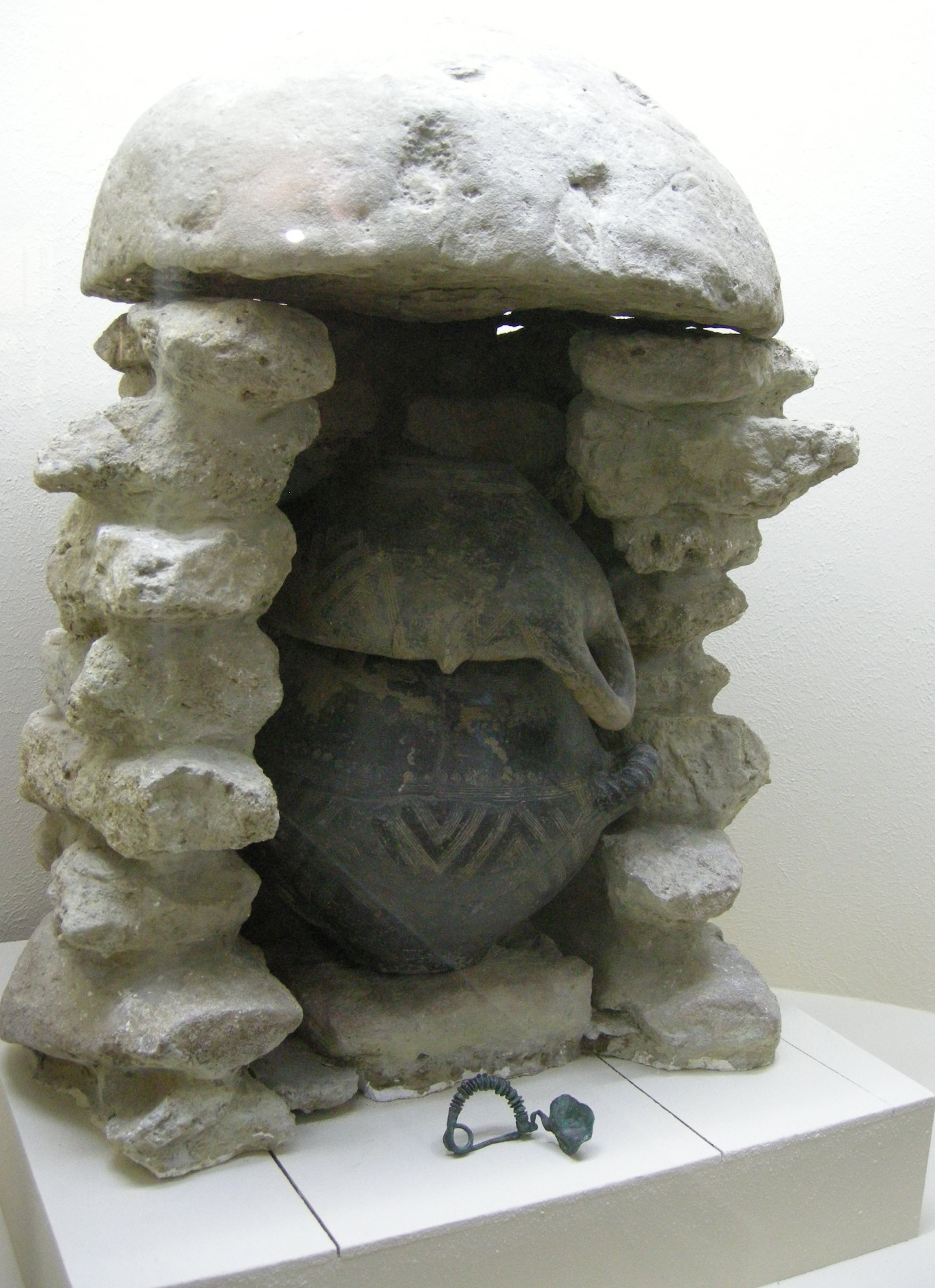
Tomba vil·lanovana conservada al Museu Guarnacci de Volterra

No està clara la relació entre la cultura vil·lanovana i la protovil·lanovana amb la de les terramarnes, que també es van desenvolupar a l'edat del bronze (segona meitat del II mil·lenni aC) a la plana padana, que igualment practicaven la incineració, però en els qui va mancar una continuïtat en els assentaments (els poblats de terramarnes foren abandonats al segle XII aC per raons encara desconegudes, mentre que els assentaments vil·lanovans van sorgir al segle ix aC).
No obstant això, retrocedint en el temps, a la zona geogràfica ocupada durant l'edat del ferro per grups amb semblança vil·lanovana, a l'edat del bronze (a mitjans i a finals del període) ja es reconeix una presència permanent de grups organitzats sobre la base d'una relació estable entre els assentaments i el territori ocupat. Nombrosos poblaments establerts en fases no avançades de l'edat del bronze mitjà (al voltant del segle XVII aC) van prosperar a través de les successives fases del bronze mitjà 3 (aspecte estilístic "cultura dels Apenins"), l'edat del bronze tardà (aspecte subapennins del segle xii aC) i l'edat del bronze final.
Successivament les poblacions van tendir a abandonar els altiplans sobre els quals s'havien establert durant els períodes precedents amb finalitats essencialment defensives, anant a ocupar les planes i els turons adjacents per poder gaudir millor dels recursos agrícoles i minerals. Aquests assentaments es van caracteritzar per una major concentració i per la instal·lació a la vora de vies de comunicació naturals i per la proximitat a cursos fluvials, lacustres i marítims.
A la Toscana i al Laci septentrional el progressiu creixement demogràfic i la història de la relació, sovint no pacífica, entre els nuclis habitats prehistòrics, van portar al naixement de grans centres habitats, per sinecisme (agregació) que incloïa poblaments sense relació de veïnatge. A partir del segle ix aC van establir les bases de les que serien més endavant les grans ciutats etrusques: Volterra, Chiusi, Vetulònia, Orvieto, Vulci, Rusel·les, Tarquínia, Cerveteri, Veïs. Del segle ix aC al VIII aC, sobretot per l'èxit del nou sistema econòmic i productiu, es va accentuar la consistència de la població d'aquests grans centres "proto-urbans", que ocupaven grans àrees acotades uniformement, mentre que els diversos grups tribals enterraven els seus morts en llocs situats fora dels límits de la ciutat que, junts, van formar una vasta necròpolis. Les grans ciutats centrals es van convertir en nodes importants de les vies de comunicació que controlaven territoris més extensos (de l'ordre dels 1 000 km²), sovint amb petits assentaments satèl·lits a les fronteres, van donar lloc a la primera forma d'estats de la península.
A la Campània, dins la cultura vil·lanovana ("vil·lanoviana meridional") es va desenvolupar, a començaments de l'edat del ferro, la cultura de les tombes de fossa, emprades per fer inhumacions.
Al l'àrea de la plana Padana els assentaments van prosperar gràcies també al comerç amb les regions més septentrionals (especialment amb l'ambre de la mar Bàltica). El centre més important sembla que devia ser Verucchio (regió de Romanya). A l'àrea de la costa central adriàtica, el nucli més important era Fermo, (regió de les Marques). S'han trobat traces d'assentaments a Carpi, a Bolònia, a Marzabotto i a la zona de Mòdena (Castelfranco, Cognento i Savignano sul Panaro).

## Identificació ètnica

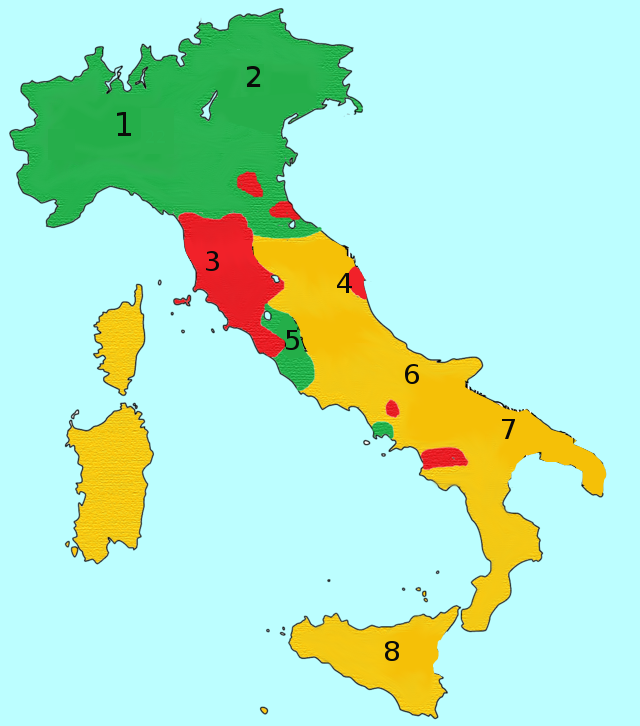
Cultura vil·lanovana
Cremació practicada majoritàriament
Inhumació practicada majoritàriament
1-Cultura de Golasecca
2-Cultura Atestina
3-Cultura de Vil·lanova
4-Cultura picena
5-Cultura del Laci
6-Cultura de les Tombes de fossa
7-Cultura Apulo-salentina
8-Cultura Sícula

Sobre la base de la difusió en el mateix territori sobre el qual es va desenvolupar la cultura etrusca, la cultura vil·lanovana (o millor dit, l'aspecte cultural vil·lanovà) ha estat reconeguda com una fase inicial d'aquesta (hipòtesi proposada per Massimo Pallottino). Però recentment, considerant que en cap de les grans ciutats etrusques s'ha constatat un trencament en l'equilibri cultural o una fractura entre el segle viii (vil·lanovà evolucionat) i el segle VII (orientalitzant) sinó, més aviat una continuïtat, ha estat confirmat (per Giovannangelo Camporeale i Jean Paul Thuillier) que els Vil·lanovans es poden considerar etruscs o, si més no, proto-etruscs. Aquesta teoria ha estat fortament sostinguda també per Mario Torelli), encara que per als protovil·lanovans ha subratllat que l'àrea cultural vil·lanovana estava sovint constituïda per enclavaments (i colònies) a l'interior d'àrees culturals diferents, reabsorbides per les civilitzacions adjacents (per exemple l'enclavament de Capodifiume-Roccadaspide a l'interior de l'àrea cultural Enòtria, dividides en zones econòmiques i culturals diverses. Aquesta teoria és la més acceptada, ja que hi ha una isoglossa lingüística de l'idioma etrusc que coincideix amb alguns assentaments vil·lanovans (per exemple, Volturno) i inscripcions en caràcters etruscs arcaics que corresponen amb el període vil·lanovà IV de Bolònia (segle VII aC).